# ヴィコフォルテ
ヴィコフォルテ（伊: Vicoforte）は、イタリア共和国ピエモンテ州クーネオ県にある、人口約3,200人の基礎自治体（コムーネ）。

## 地理

### 位置・広がり
| 隣接するコムーネは以下の通り。 - ブリアーリア - モナステーロ・ディ・ヴァスコ - モンドヴィ - モンタルド・ディ・モンドヴィ - ニエッラ・ターナロ - サン・ミケーレ・モンドヴィ - トッレ・モンドヴィ |

#### 地震分類
イタリアの地震リスク階級 (it) では、3 に分類される
。

## 行政

### 分離集落
ヴィコフォルテには、以下の分離集落（フラツィオーネ）がある。
- Fiamenga, Moline, San Grato, Vicoforte